# Evangelisch-Lutherisches Dekanat Forchheim (Sitz Muggendorf)
Das Evangelisch-Lutherische Dekanat Forchheim (Sitz Muggendorf) ist eines der 15 Dekanate des Kirchenkreises Bayreuth; Dekan ist Enno Weidt. Sein Gebiet umfasst neben dem größten Teil des Landkreises Forchheim auch kleinere Teile der Landkreise Bayreuth (Ahorntal, Aufseß, Waischenfeld) und Bamberg (Heiligenstadt in Oberfranken).

## Geschichte
Die Herren von Aufseß haben ihren Stammsitz in Aufseß. Sie waren auch die Inhaber des Ritterguts Wüstenstein. Um 1530 wurde Aufseß evangelisch und löste sich von der Mutterpfarrei Heiligenstadt, die zunächst noch katholisch blieb. Ebenfalls um 1530 wurde Wüstenstein als Filiale von Aufseß evangelisch. In Kirchahorn wurde die Landeshoheit der Aufseß durch das Hochstift Bamberg als Lehensherrn immer wieder bestritten. Dennoch konnte 1566 die Reformation durchgesetzt werden. 1608 versprach Bamberg die präsentierten evangelischen Geistlichen zu bestätigen, wenn dafür im Gegenzug in Oberailsfeld katholische Geistliche präsentiert werden.
Das 1690 erloschene Adelsgeschlecht der Herren von Streitberg hatte neben seinem Stammsitz in Streitberg auch Besitzungen unter anderem in Heiligenstadt und Unterleinleiter. 1545 wurde in Streitberg, 1580 in Unterleinleiter und 1582 in Heiligenstadt, auch Lutherisch Hallstadt genannt, die Reformation eingeführt. In Hetzelsdorf, Muggendorf und Wannbach lag die Landeshoheit beim Markgraftum Brandenburg-Kulmbach. Markgraf Georg der Fromme führte in seinem Fürstentum 1528 die Reformation ein.
Die bambergische alte Pfarrei in Forchheim kam am 13. Mai 1552 im zweiten Markgräflerkrieg in Kulmbacher Hand und wurde evangelisch besetzt. Ab 30. Juli 1552 wurde Forchheim zurückerobert und der evangelische Pfarrer vertrieben. Erst in der bayerischen Zeit bildete sich wieder ein evangelisches Gemeindeleben in Forchheim. 1861 erhielt die Johannisgemeinde einen eigenen Geistlichen. 1883 wurde die Gemeinde zur eigenständigen Pfarrei erhoben. 1957 wurde die Christuskirchengemeinde errichtet und 1959 zur Pfarrei erhoben. Forchheim gehörte zunächst zum Dekanat Bamberg.
Das bayerische Dekanat Muggendorf wurde am 19. Januar 1846 mit den Pfarreien Aufseß, Brunn, Heiligenstadt, Muggendorf, Streitberg, Unterleinleiter (vom Dekanat Bamberg), Hetzelsdorf (vom Dekanat Gräfenberg) und Kirchahorn (vom Dekanat Creußen) errichtet. Wüstenstein wurde 1912 eine eigenständige Pfarrei. 1952 kam mit der Gründung Ebermannstadt hinzu.

## Kirchengemeinden
Zum Dekanatsbezirk Forchheim (Sitz Muggendorf) gehören folgende 7 Pfarreien mit 13 Kirchengemeinden, in denen 14.764 Gemeindeglieder leben.
- Pfarrei Leinleiter- und Aufseßtal (Sitz Heiligenstadt, seit 2024)
  - Aufseß, Schloßkirche
  - Brunn, Stephanuskirche
  - Heiligenstadt, St. Veit- und Michaelskirche
  - Siegritz, St. Johannis (zugehörig zur Kirchengemeinde Heiligenstadt)
  - Unterleinleiter, St. Bartholomäus
  - Wüstenstein, Martinskirche
- Ebermannstadt, Emmauskirche
- Forchheim – Christuskirche und Friedenskirche in Eggolsheim
- Forchheim – St. Johannis (1896)
- Hetzelsdorf und Wannbach
  - Hetzelsdorf, St. Matthäus
  - Wannbach, St. Johannis
- Kirchahorn, St. Michael und Jakobus, Klaussteinkapelle
- Muggendorf, St. Laurentius
- Streitberg, Dreieinigkeitskirche